# Mennica w Toruniu
Mennica w Toruniu – mennica działająca w Toruniu jako:

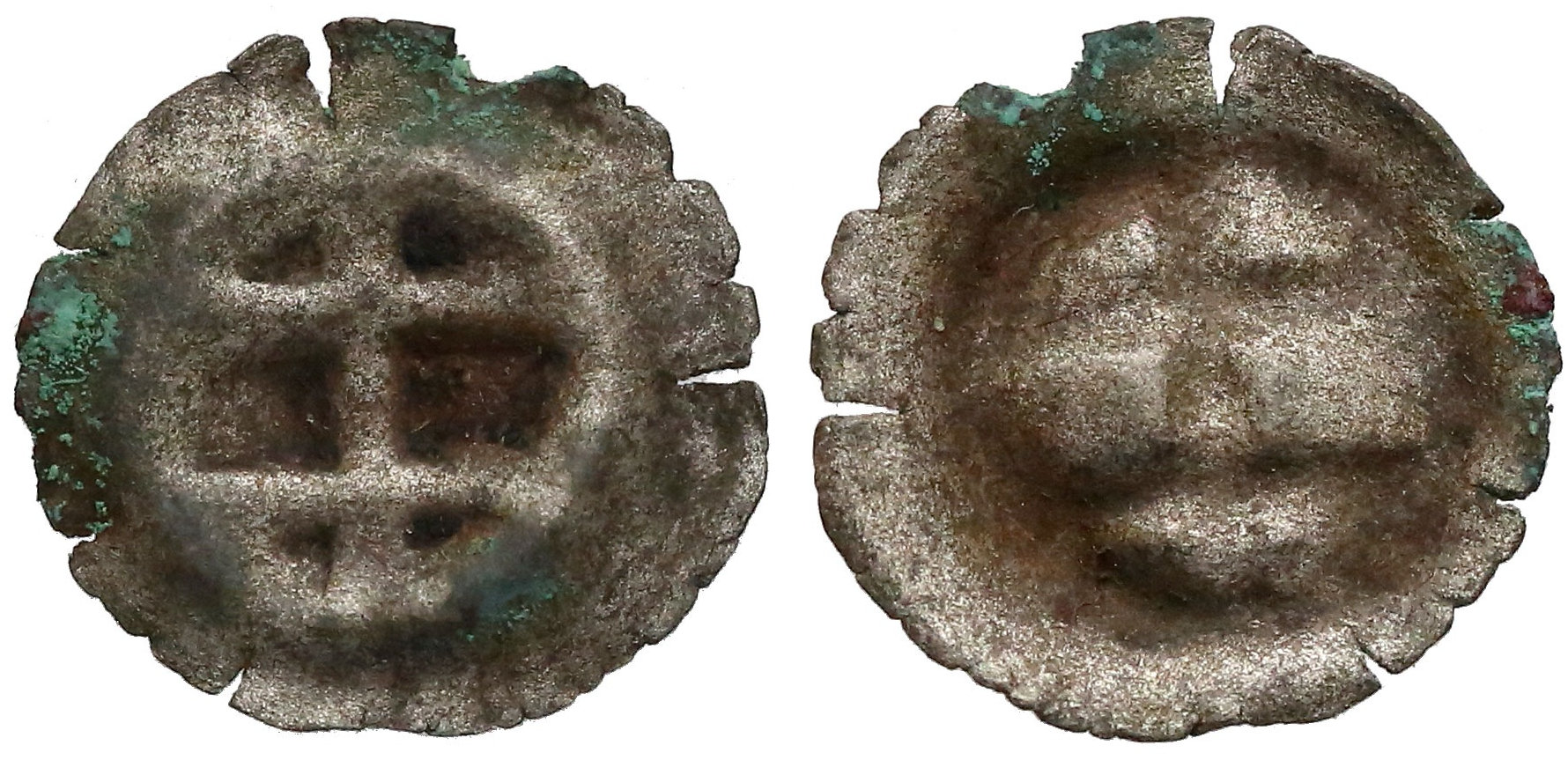
Barkteata toruński Kazimierza Jegiellończyka

- mennica krzyżacka (XIII–XV? w.), w której bito:

- brakteaty guziczkowe,
- kwartniki, szelągi, półskojce w czasach Winrycha von Kniprode (1351–1382),
- szelągi w czasach:

- Konrada Zollenera (1382–1390),
- Konrada III von Jungingena (1393–1407),
- Ulryka von Jungingena (1407–1410),
- Michała Kũchmeistera (1414–1422),
- Pawła von Russdorfa (1422–1441),
- Konrada von Erlichshausena (1441–1449),
- Ludwika von Erlichshausena (1450–1467),

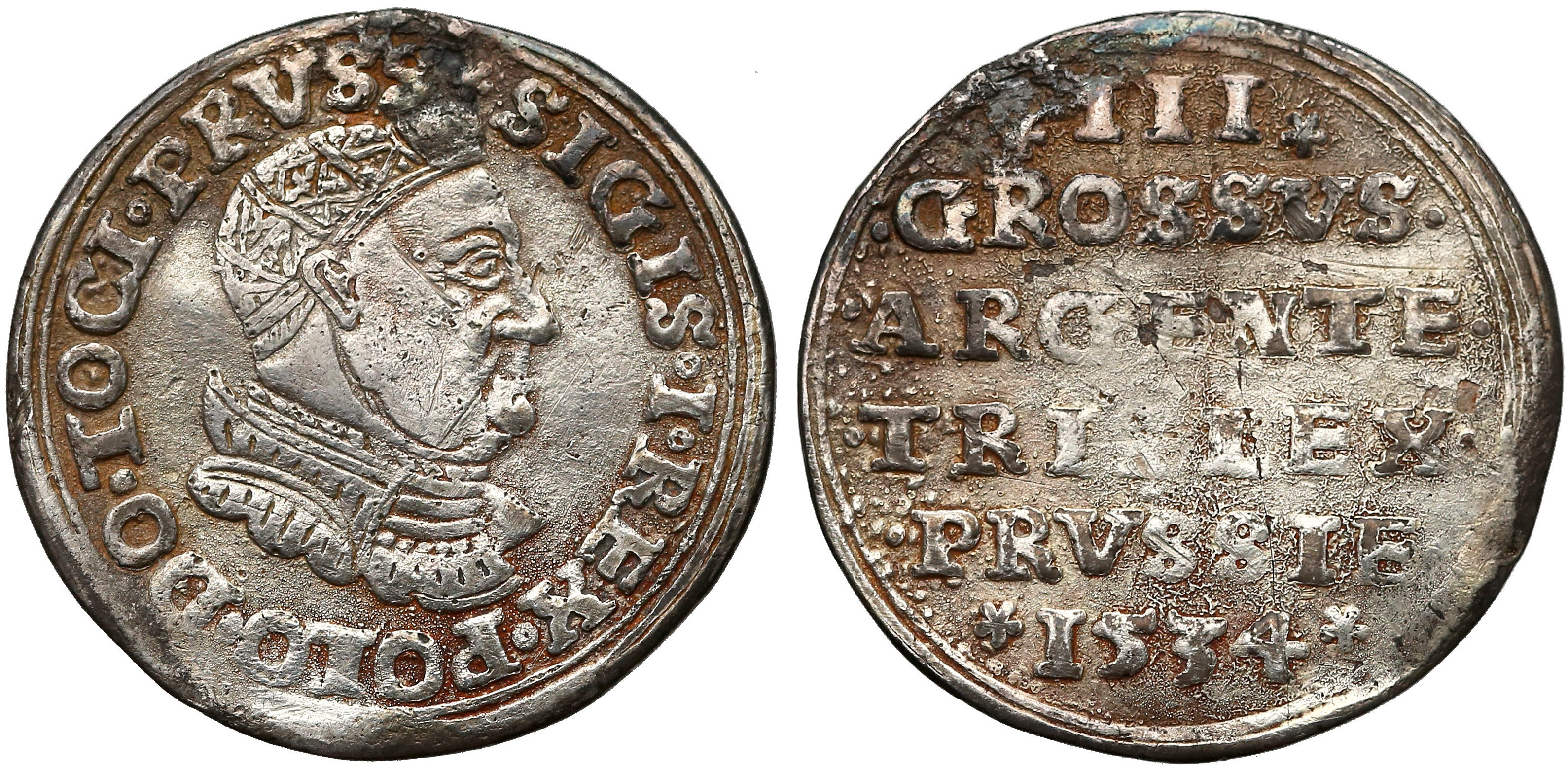
Trojak ziem pruskich z 1534 r.

- mennica ziem pruskich, w której bito za panowania:

- Kazimierza IV – szelągi (MONETA DVCATVS PRVCE),
- Zygmunta I:
  - denary (bez daty),
  - szelągi (1528–1531),
  - grosze (1528–1534),
  - trojaki (1528–1532, 1534–1535),
  - szóstaki (1528, 1530, 1532, 1534–1535),

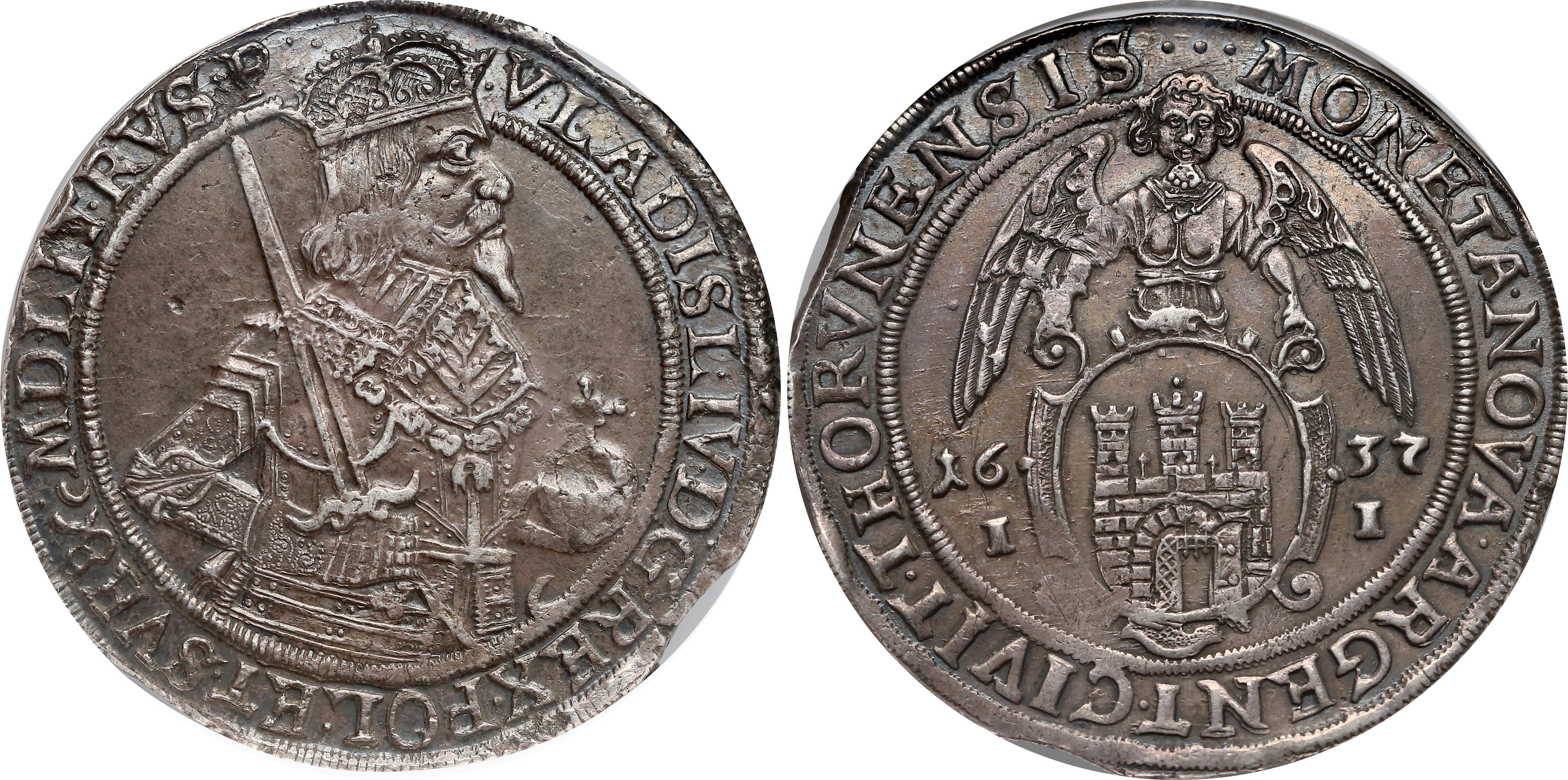
Talar miejski Torunia z 1637 r.

- mennica miejska, w której bito za panowania:

- Kazimierza IV – szelągi (MONETA TORVNENSIS),
- Zygmunta III:
  - ¼ talara (1630),
  - ½ talara (1630–1632),
  - talary pożarowe (1629),
  - talary (1630–1632),
  - talary bezkrólewia (1632),

- Władysława IV:
  - ½ talara (1640, 1642),
  - talary (1633–1648),
  - dukaty (1633–1648),

- Jana II Kazimierza:
  - szelągi (1665–1666, 1668),
  - dwojaki (1651),

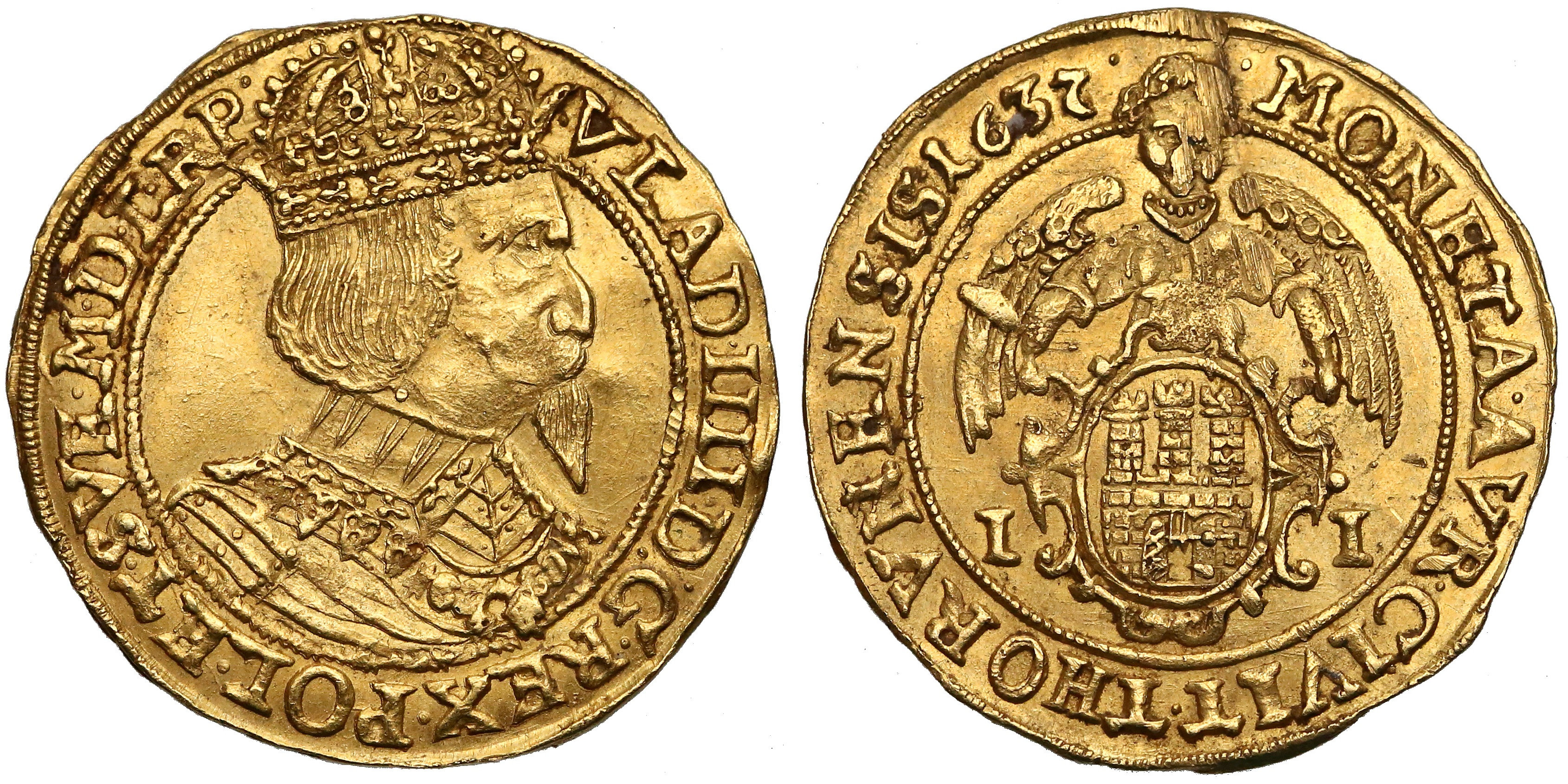
Dukat toruński (1637)

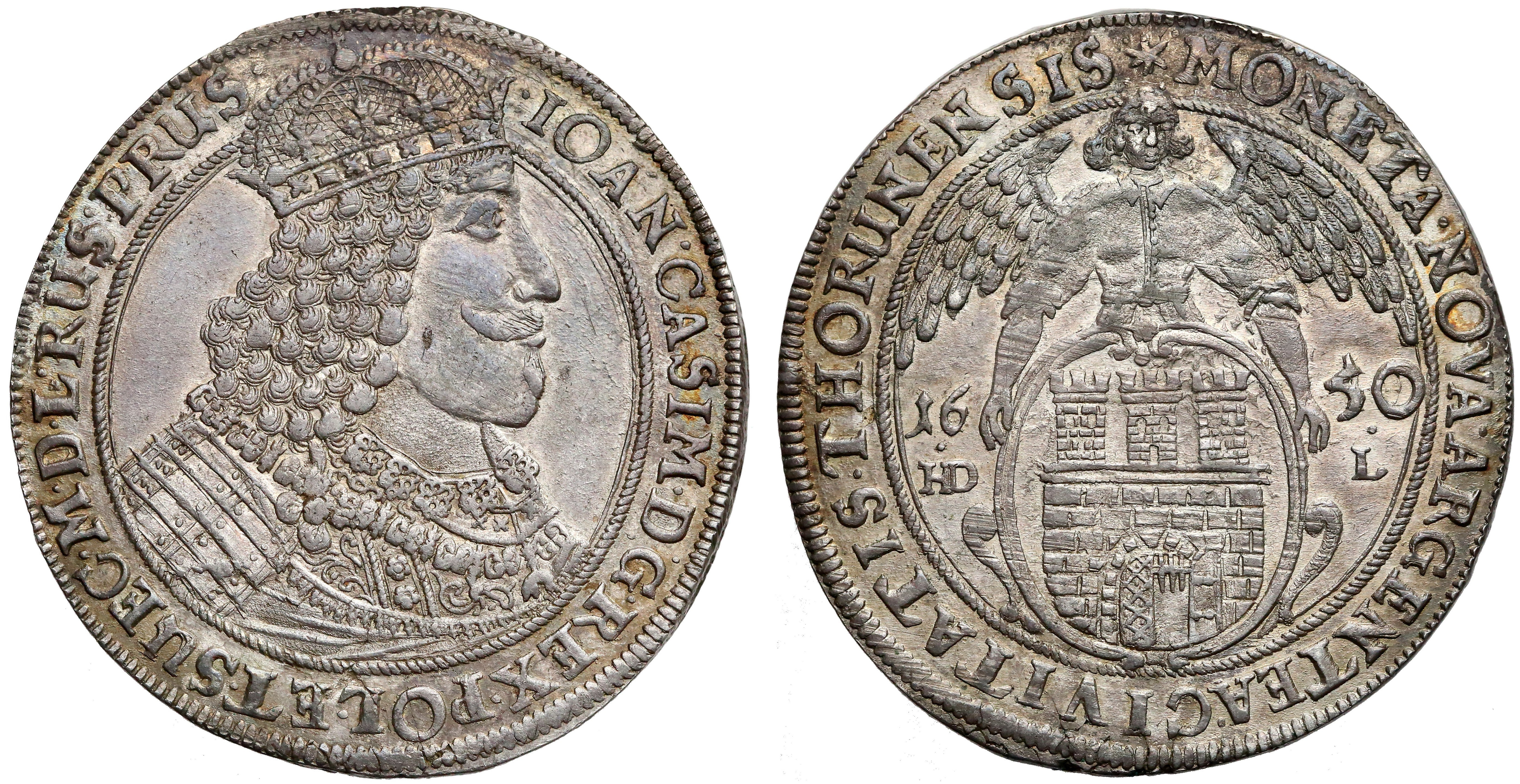
Talar toruński (1650)

  - orty (1650–1651, 1653–1655, 1659–1668),
  - talary (1649–1650, 1659, 1663),
  - dukaty (1649–1651, 1653–1655, 1659–1661, 1666–1668),
  - dwudukaty (1660, 1662–1665, 1667–1668),

- Michała Korybuta:
  - szelągi (bez daty, 1671),
  - dwudukaty (1671).

- Augusta III:
  - miedziane szelągi (1760–1763),
  - trojaki (1763),
  - szóstaki (1762–1763),

- Stanisława Augusta:
  - miedziane szelągi (1765),
  - trojaki (1764–1765),
  - szóstaki (1765),

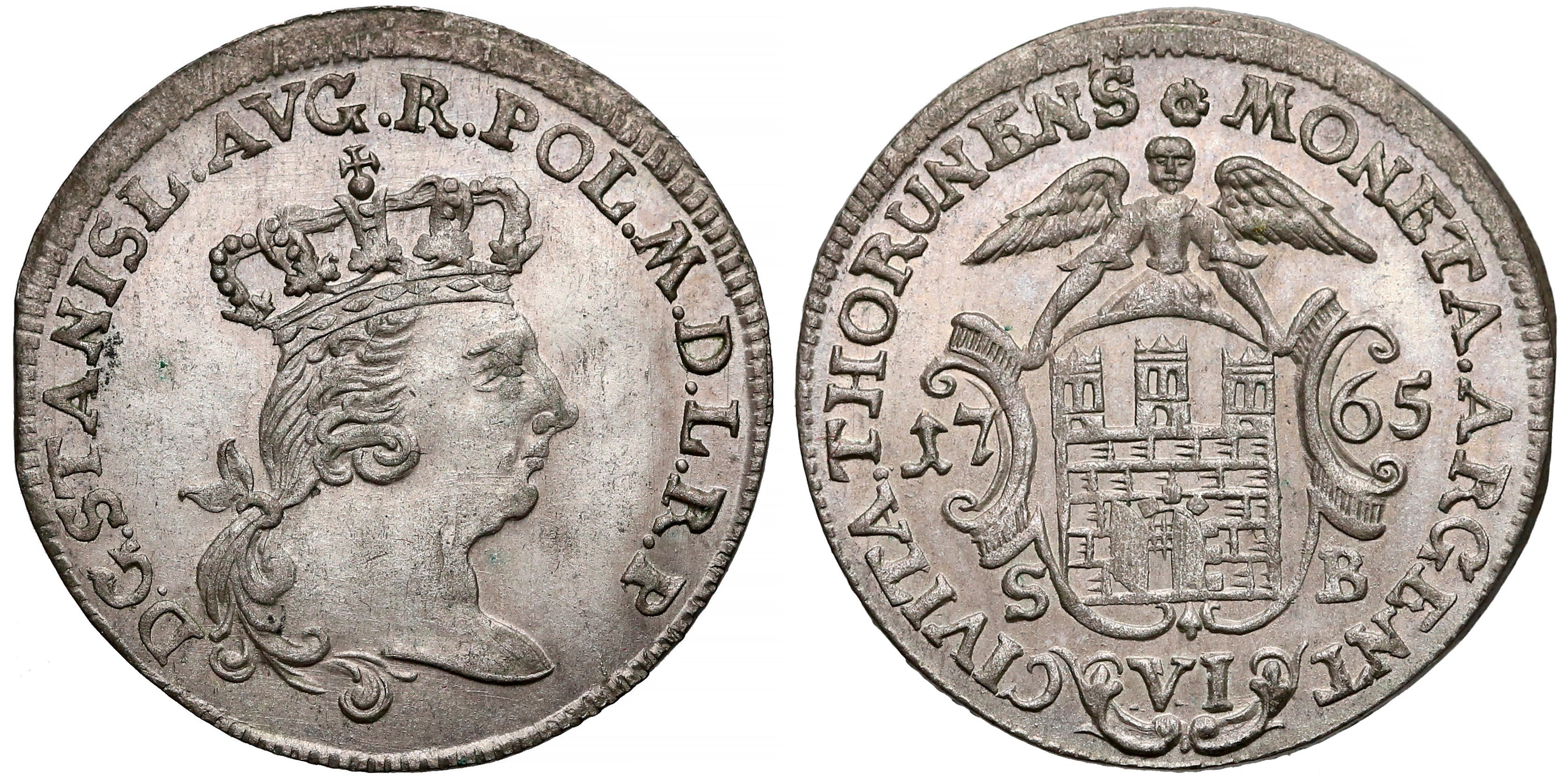
Szóstak miejski (1765) Torunia

- Karola X Gustawa, pod okupacją szwedzką:
  - orty (bez daty, 1655–1658).